# درگیری ترکیه و کردها
درگیری ترکیه و کردها، به قیام‌های ملی‌گرایانه کردها در ترکیه اشاره دارد که از جنگ استقلال ترکیه و یکم قبل تر در دوره امپراتوری عثمانی آغازشده و تاکنون با درگیری مداوم کردها و ترکیه ادامه داشته است.
طبق سوابق نظامی عثمانی، شورش کردها بیش از دو قرن در آناتولی در جریان بوده است. در حالی که قبلاً شورش‌های قبیله ای کردها امپراتوری عثمانی در دهه‌های اخیر وجود داشت اکنون درگیری در مرحله مدرن آن آغاز شده است در سال ۱۹۲۲ با ظهور ناسیونالیسم کرد به موازات شکل‌گیری دولت مدرن ترکیه در سال ۱۹۲۵ قیام کردستان مستقل به رهبری شیخ سعید پیران به سرعت خاموش شد و شیخ سعید و ۳۶ نفر از همراهانش اعدام شدند. چندین شورش بزرگ دیگر در سالهای ۱۹۳۰ و ۱۹۳۷ در ارارات و درسیم رخ داد.کنسول انگلیس درترابزون پست دیپلماتیک نزدیک به درسیم از خشونت وحشیانه و غیرقانونی سخن گفت و ان را با قتل‌عام‌های ارمنی‌ها ۱۹۱۵ هم سطح دانست. او نوشت هزاران کرد از جمله زنان و کودکان کشته شدند ارتشی‌ها بیشتر کودکان را به فرات می‌اندازند و هزاران نفر را به مناطق غربی تبعید می‌کنند. آتاترک ودیگر رهبران ترک هم می‌گویند مردم کرد در ترکیه وجود ندارد.
کردها دولتهای متوالی ترکیه را متهم به سرکوب هویت خود از طریق راه‌هایی مانند ممنوعیت زبان کردی در چاپ و رسانه‌ها می‌کنند. آتاترک معتقد بود که وحدت و ثبات یک کشور در یک هویت سیاسی واحد قرار دارد و باعث تمایز فرهنگی و قومی در حوزه خصوصی می‌شود. با این حال، بسیاری از کردها از هویت و زبان خود صرف نظر نکردند.درگیری گسترده مسلحانه بین نیروهای مسلح ترکیه و پ.ک. ک در طول دهه‌های ۱۹۸۰ و ۱۹۹۰ رخ داد و بیش از ۴۰۰۰۰ کشته برجای گذاشت. اقدامات اخیر دولت ترکیه حقوق و آزادی‌های محدودی را برای کردها فراهم کرده است، خصوصاً در مورد زبان کردی، آموزش و پرورش و رسانه‌ها. سیاستمداران و فعالان کرد هنوز با فشار روبرو هستند.

## قیام کوچگیری۱۹۲۰
قیام کوچگیری۱۹۲۰ در منطقه درسیم توسط قبیله قزلباش کوچگری انجام شد، این شورش توسط اعضای سازمانی موسوم به جمهوری تاریخی کردستان طراحی شد. این شورش خاص به دلایل مختلف شکست خورد چون بیشتر به شخصیت قزلباش‌ها ارتباط دارد. واقعیت این بود که بسیاری از سران قبایل درسیم در این مرحله هنوز از کمالیست‌ها حمایت می‌کردند. مصطفی کمال را به عنوان محافظ خود در برابر افراط و تفریط سنی مذهب‌ها که برخی از آنها کردهای کرمانج بودند، می‌دانستند. برای بیشتر کردهای کرمانج در آن زمان، این قیام صرفاً یک قیام علوی بود و این شورش را به نفع خودشان نمی دیدن. پس از شورش کوچگیری در مجلس شورای ملی جمهوری جدید ترکیه در مورد برخی از اشکال بسیار محدود اداره خودمختار توسط کردها در یک منطقه کردنشین به مرکزیت کردستان صحبت شد. همه اینها در معاهده لوزان سال ۱۹۲۳ حذف شد. کردها با ناامیدی در سال ۱۹۲۵ مجدداً به مبارزه مسلحانه روی آوردند، این بار به رهبری شیخ سعید پیران، توسط یک سازمان ملی‌گرای کرد سازماندهی شدند.

## شورش شیخ سعید پیران

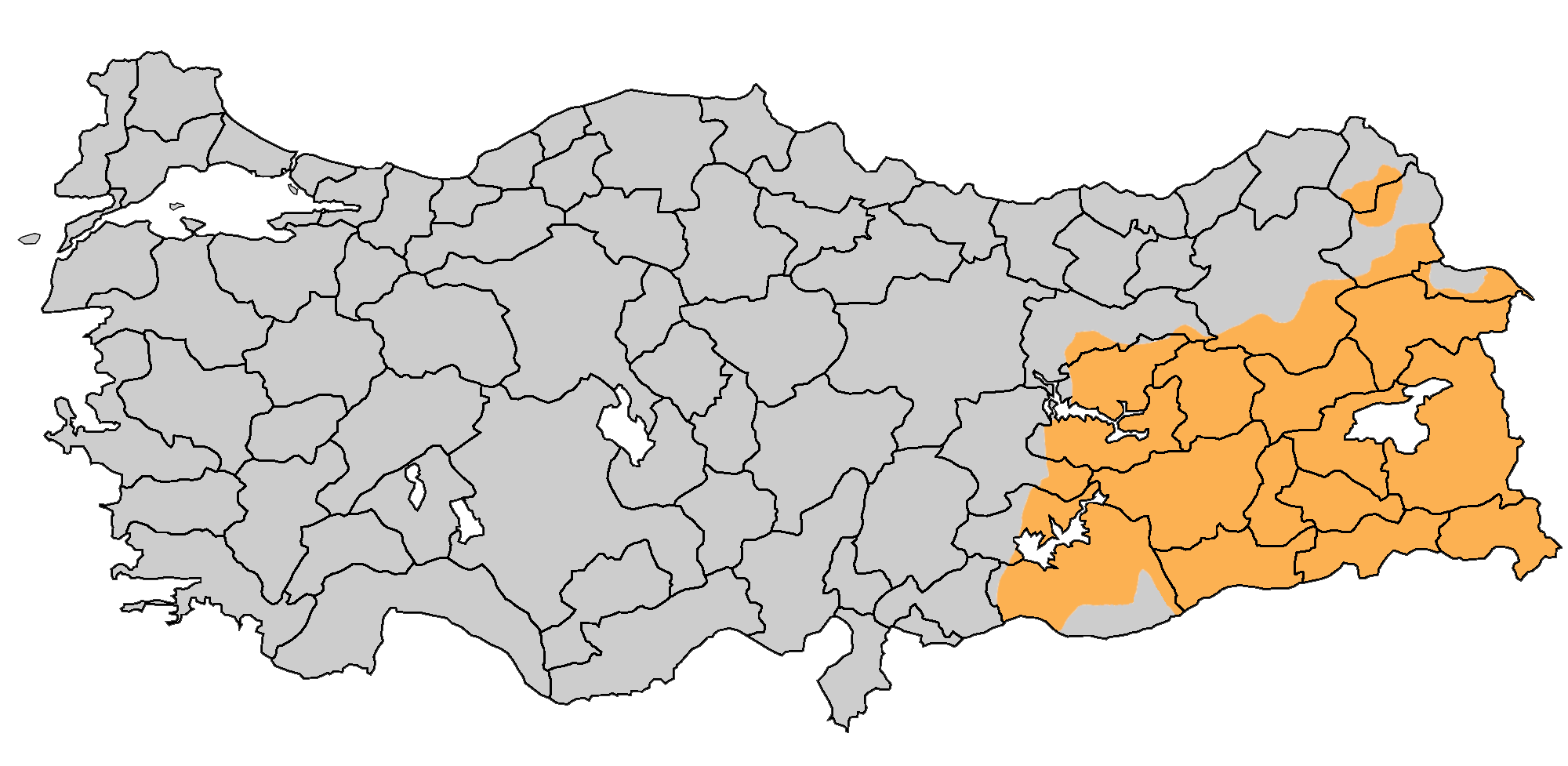
مناطق کرد نشین ترکیه

شورش اصلی که در تاریخ کردهای ترکیه حاکم است، شورش سال ۱۹۲۵ در منطقه کردستان ترکیه است که توسط شیخ سعید رهبری شد. سرکوب و تجاوزگری سکولاریسم کمالیستی به دنبال آن انجام شد و تمام مظاهر عمومی هویت کرد غیرقانونی اعلام شد که به نوبه خود کردها را برای شورش بیشتر آماده کرد. قیام شیخ سعید در فوریه ۱۹۲۵ آغاز شد. تقریباً از ۱۵۰۰۰ مبارز که در شورش علیه ۵۲۰۰۰ نظامی ترکیه شرکت کردند همه قبایل اصلی کرد که دران شرکت داشتند این قیام از مناطق زازا شروع شد و بیشتر قسمتهای استانهای کردستان مانند (دیاربکر) و ماردین را دربر گرفت. شورش شیخ سعید اولین شورش گسترده جنبش نژادی کرد در ترکیه بود. سازمان دهنده اصلی این شورش، انجمن مستقل کردستان انجمن آزادی بود. هدف آزادی این بود که کردها را از ظلم و ستم ترکیه آزاد کند و در نتیجه آزادی و توسعه بیشتر کشور خود را تحقق بخشد. در مارس ۱۹۲۵ شورش تقریباً پایان یافت و شیخ سعید و سایر رهبران شورشی تا ۲۹ ژوئن به دار آویخته شدند. در پاییز سال ۱۹۲۷، شیخ عبدالرحمن (برادر شیخ سعید) مجموعه ای از حملات به پادگان‌های ترکیه را در پالو و مالاتیا آغاز کرد. آنها همچنین ارتفاعات جنوب ارزروم را اشغال کردند. ارتش ترکیه با استفاده از پنج هواپیما در ماردین از نیروی هوایی علیه شورشیان استفاده کرد. در اکتبر ۱۹۲۷ شورشیان کرد به بایزید حمله کردند و آن را اشغال کردند. برادر شیخ سعید با حمله به چندین پایگاه ارتش در کردستان سعی در انتقام از دولت ترکیه داشت. هیچ چیز دائمی انجام نشد. آنها پس از ورود نیروهای کمکی ترکیه از منطقه رانده شدند.و در آخر این شورش با شکست روبرو شد. در سال ۱۹۲۹ شورش احسان نوری پاشا کنترل گستره وسیعی از قلمرو کردها را در دست گرفت و درنهایت این شورش هم تا سال ۱۹۳۰توسط ارتش ترکیه سرکوب شد.

## جمهوری آرارات
پس از اینکه شورش شیخ سعید پیران در سال ۱۹۲۵ توسط ارتش ترکیه سرکوب شد بعضی از سران و سیاسیون کرد تصمیم گرفتن شورش دیگری را آغاز کنند بنابرین چندین شخصیت برجسته کرد در ۵ اکتبر۱۹۲۷ سازمان خویبون را تأسیس کردن اعضای برجسته کنگره شامل کامران بدرخان، جلادت بدرخان، ممدوح سلیم و مهدی سعید (برادر شیخ سعید پیران) از جمله این افراد بودند. در همان ماه، خویبون با فدراسیون انقلاب ارمنستان به یک پیمان رسید. این پیمان در ۲۹ اکتبر در بیروت توسط واهان پاپازیان مورد مذاکره قرار گرفت. بخش مسلحانه توسط احسان نوری پاشا افسر عثمانی هدایت می‌شد. جناح سیاسی در دمشق مستقر بود، در چندین کشور غربی و عمدتاً توسط اعضای خانواده بدرخان‌ها نمایندگی می‌شد. جلادت بدرخان به عنوان رئیس سازمان خویبون انتخاب شد.
اعضای خویبون تصمیم به ارتقاء احسان نوری پاشا افسر سابق در ارتشهای عثمانی و ترکیه، به ژنرال (پاشا) گرفتن و او را با ۲۰ نفر به ارزروم فرستادن. آنها روزنامه ای به نام اگری منتشر کردندو جمهوری آرارات را در ۸ اکتبر ۱۹۲۷ تأسیس کردن. کمیته مرکزی خویبون بروی حسکی تلو را که از بزرگان ایل جلالی بود به استانداری اگری و احسان نوری پاشا را به سمت فرمانده کل نیروهای مسلح کرد منصوب کرد. خویبون همچنین به قدرتهای بزرگ و جامعه ملل (سازمان ملل) رجوع کرد اما تحت فشار ترکیه، انگلیس و فرانسه فعالیتهای افراد درگیر در خویبون را محدود کردند. خویبون سازمان اصلی شروع شورش آرارات بود، جایی که جمهوری آرارات تأسیس شد.

## سرکوب و منحل شدن جمهوری آرارات
در پایان تابستان ۱۹۳۰ نیروی هوایی ترکیه به وسیله ۱۰۰ جت جنگی مواضع کردها را در اطراف کوه آرارات از همه جهات بمباران کرد.به گفته ژنرال احسان نوری، برتری نظامی نیروی هوایی ترکیه باعث بدخلقی کردها و منجر به نامیدی نیروهای کرد شد.
در طی شورش، نیروی هوایی ترکیه همچنین چندین ایل طایفه و روستایی کردنشین را بمباران کرد. به عنوان مثال، طایفه خلکانلو و حسه سوری به ترتیب در ۱۸ ژوئیه و ۲ اوت بمباران شدند. روستاهای درگیر در شورش به‌طور مداوم از ۲ تا ۲۹ اوت بمباران شدند. از ۱۰ تا ۱۲ ژوئن مواضع کردها بمباران شدیدی شد و این حملات کردها را مجبور به عقب‌نشینی به موقعیت‌های بالاتر در اطراف کوه آرارات کرد. در تاریخ ۹ ژوئیه، روزنامه جمهوریت گزارش داد که نیروی هوایی ترکیه بمب‌ها را مانند باران بر سر شورشان در کوه آرارات می‌ریزد. بعضی از کردها که از بمباران گریخته بودند زنده دستگیر شدند. در ۱۳ ژوئیه، شورش در دره زیلان سرکوب شد. در ۱۶ ژوئیه دو هواپیمای جنگی ترکیه سقوط کردند. بمباران هوایی برای چندین روز ادامه داشت و کردها را مجبور به عقب‌نشینی به ارتفاع ۵۰۰۰ متر (۱۶۰۰۰ فوت) کرد. تا ۲۱ ژوئیه بمباران بسیاری از مناطق مسکونی کردها را نابود کرد. در طی این عملیات‌ها ارتش ترکیه از۶۶۰۰۰ سرباز استفاده می‌کرد.طبق آخرین گزارش‌ها توسط کردها آخرین حمله بزرگ ارتش ترکیه در تاریخ ۲ سپتامبر به دیاربکر انجام شد. شورشیان به تدریج توسط تعداد برتر نیروهای ارتش و نیروی هوایی ترکیه سرکوب شدن. بعد از این که تعدادی از شورشیان از ناحیه آرارات به ایران گریختن از آنجا که مرز بین ترکیه و ایران در امتداد آرارات کوچک تا مرکز قله امتداد داشت، ترکیه نتوانست مانع عبور جنگجویان کرد از مرز در آن مکان شود. برای حل این مشکل ترکیه خواستار واگذاری کل کوه به ترکیه شد. در ۲۳ ژانویه سال۱۹۳۲ توافقنامه مربوط به رفع مرز بین ایران و ترکیه توسط طرفین امضا شد و ترکیه کنترل کامل کوه‌های آرارات یعنی هردو قله و قلمرو بین روستای گربران و آرارات را به دست آورد. ودر طرف دیگر به عنوان غرامت ایران ۹۰ مایل مربع در منطقه قطور به دست آورد؛ و سرانجام شورش آرارات در سال ۱۹۳۱ شکست خورد و ترکیه کنترل کل منطقه را دوباره به دست گرفت.

## اقدامات دولت پس از سال ۱۹۳۷
پس از سرکوب شورش سیدرضا در سال ۱۹۳۷ جنوب شرقی ترکیه تحت حکومت نظامی قرار گرفت. علاوه بر تخریب روستاها و تبعیدهای گسترده، دولت ترکیه آلبانی‌ها و آشوریان کوزوو را ترغیب کرد که در منطقه کردنشین ساکن شوند تا ترکیب قومی منطقه را تغییر دهند. اقدامات ارتش ترکیه درسرکوب این شورش سرکوبگرانه تر از قیام‌های قبلی بود. طبق اعلام حزب کمونیست ترکیه، بین سالهای ۱۹۲۵ تا ۱۹۳۸ بیش از ۱٫۵میلیون کرد تبعید و قتل‌عام شدن.در برخی مواقع، روستاها یا خانه‌های مردم برای سرکوب جمعیت کردها به آتش کشیده شدند. به منظور جلوگیری از وقوع تأثیرات منفی بر روی چهره و شهرت بین‌المللی ترکیه، تا سال ۱۹۶۵ خارجی‌ها اجازه ورود به کل منطقه شرق ترکیه را نداشتن و این منطقه تا سال ۱۹۵۰ در محاصره دائمی ارتش باقی ماند. زبان کردی ممنوع بود و کلمات کرد و کردستان از فرهنگ لغت‌ها و کتابهای تاریخی حذف شد وبه کردها ترکهای کوهستانی گفته می‌شد.

## درگیری کردی-ترکی (۱۹۸۷ تا کنون)
حزب کارگران کردستان برای احیای هویت قومی کردها در دهه ۱۹۸۷ تأسیس شد، زمانی که ترکیه درگیر سرکوب گروه‌های چپ بود پ.ک. ک مارکسیستی تشکیل شد و خواستار تشکیل یک دولت کرد بود. پ.ک. ک هدف خود را آزادی تمام مناطق کردستان از ظلم استعماری و تأسیس یک کشور کردی مستقل، متحد و سوسیالیست اعلام کرد. این حزب در ابتدا اقشار فقیرتر کرد را به خود جلب کرد و تنها حزب کردی بود که تحت پیوندهای قبیله ای نبود. این مبارزات عمدتاً مبارزات ضد استعماری بودن از این رو خشونت خود را علیه سران قبایل کرد، افراد مشهور وابسته به دولت ترکیه و همچنین علیه سازمان‌های رقیب، هدایت کرد. کودتای نظامی سال۱۹۸۰ منجربه سرکوب شدید و از بین بردن تقریباً تمام سازمانهای کرد و چپ شد. با این حال پ.ک. ک تنها حزب کردی بود که پس از کودتا موفق به ادامه حیات و حتی در ابعاد بزرگ‌تر شد. در ابتدای سال ۱۹۹۰ آنها دولت محلی خود را در برخی از مناطق روستایی ایجاد کردند. در این زمان پ.ک. ک مذاکره با دولت ترکیه را آغاز کرد به ویژه بعد از تماس‌های غیرمستقیم با رئیس‌جمهور تورگوت اوزال، پس از مرگ ناگهانی اوزال ارتش ترکیه عملیات خود را علیه پایگاه‌های پ.ک. ک شدت بخشید. در سال ۱۹۹۹ فشارهای بیشتر ترکیه بر سوریه منجر به اخراج عبدالله اوجالان و دستگیری او در کنیا شد. در سال ۲۰۱۳ مذاکرات دولت ترکیه با پ ک ک دوباره آغاز شد اما در سال ۲۰۱۵ این مذاکرات به نتیجه نرسید و دوباره جنگ شروع شد.